# Piestopleura garridoi
Piestopleura garridoi är en stekelart som beskrevs av Peter Neerup Buhl 2001. Piestopleura garridoi ingår i släktet Piestopleura och familjen gallmyggesteklar. Inga underarter finns listade i Catalogue of Life.